# Cydney Bernard
Cydney Ellen Bernard (30 marzo 1953) è una produttrice cinematografica statunitense.

## Biografia
È nota soprattutto per essere stata per 14 anni la compagna di Jodie Foster, dal 1993 (anno in cui si conobbero sul set di Sommersby) al 2007 (anno in cui fu resa pubblica la loro relazione). I figli naturali della Foster (Charles Bernard Foster e Kit Bernard Foster), portano anche il suo cognome.
Jodie Foster, dopo averle dedicato alcuni premi, ha fatto coming out in occasione del Golden Globe del 2013.

## Filmografia parziale

### Coordinatrice alla produzione
- Sommersby (1993)

### Produttrice
- Ratz (2000) (TV)
- A girl thing (2001) (TV)
- Spinning Boris (2003)

### Manager di produzione
- Il cliente (1994)
- Loch Ness (1996)
- Mr. Bean - L'ultima catastrofe (1997)